# Boletim Cultural da Guiné Portuguesa
O Boletim Cultural da Guiné Portuguesa foi um boletim criado em 21 de Julho de 1945 por portaria assinada por Sarmento Rodrigues, enquanto governador da Guiné Portuguesa.
O primeiro boletim foi editado em 1946 e o último em 1973.
A colecção completa dos boletins foi digitalizada e incorporada no acervo da Memória de áfrica após autorização concedida pelo Instituto Nacional de Estudos e Pesquisa (INEP) na qualidade de actual detentor dos direitos de publicação.